# Max Koot
Max Koot (27. března 1917 Cimahi, Jáva – 25. září 1991 Haag) byl nizozemský portrétní fotograf působící v Haagu. Po druhé světové válce se proslavil jako oficiální fotograf nizozemského královského dvora, ale portrétoval i mnoho dalších slavných Holanďanů.

## Životopis
Ačkoli Koot byl nejznámější svými portréty, obvykle ve formálním stylu, psal také články o svatbách, ze společnosti a pořizoval i módní fotografie. Hodně pracoval také pro Haagse Comedie, díky čemuž fotografoval herečku Ellenu Vogel nebo herce a režiséra Paula Steenbergena.
Několik profesionálních fotografů absolvovalo u Koota školení. Max Koot Studio, fotografický ateliér a specializovaný obchod na adrese Laan van Meerdervoort, pokračoval v práci i po jeho smrti v roce 1991.

## Galerie

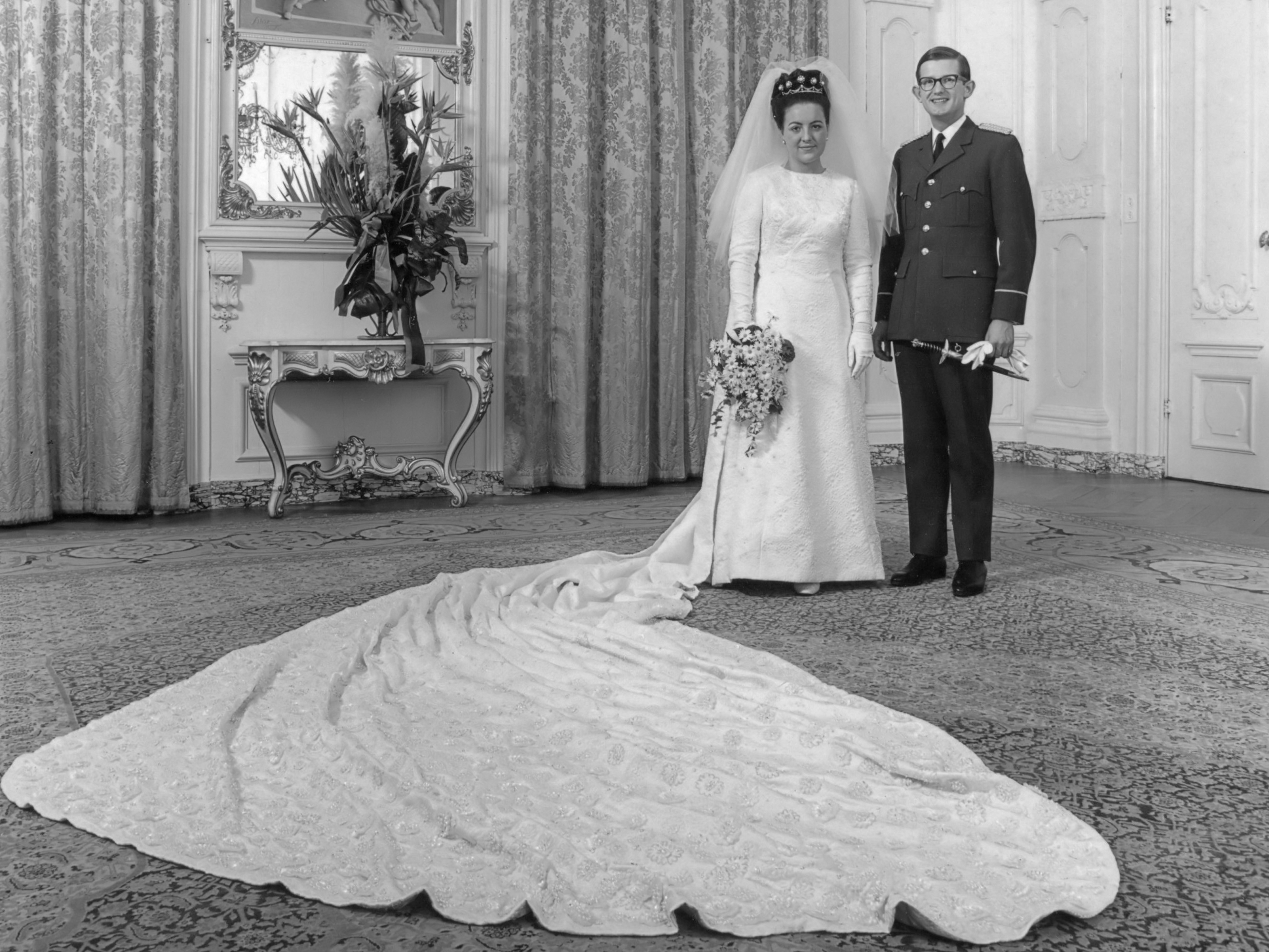
Princezna Margriet a Pieter van Vollenhoven, 1967
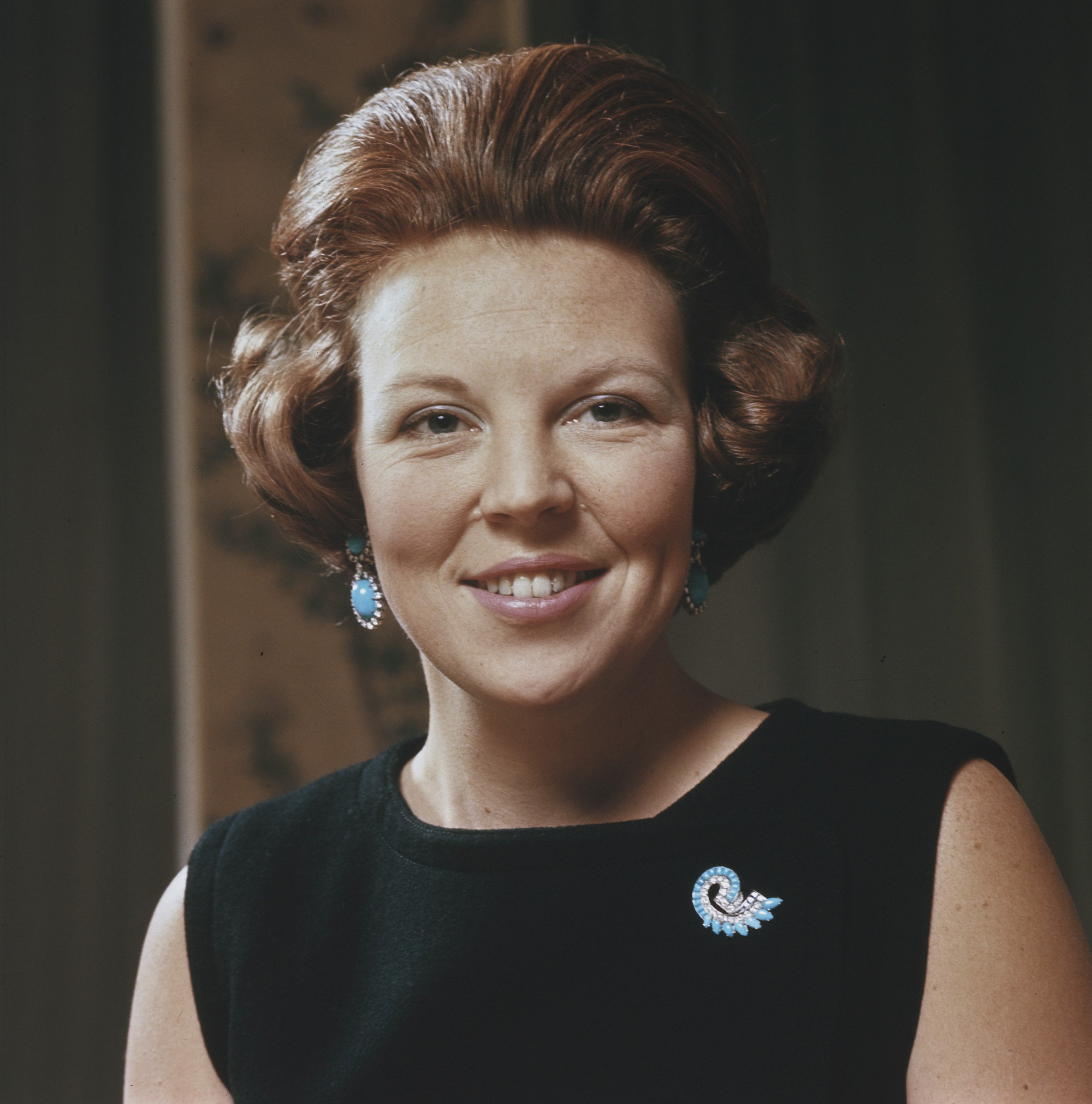
Její královská výsost princezna Beatrix, 31 let
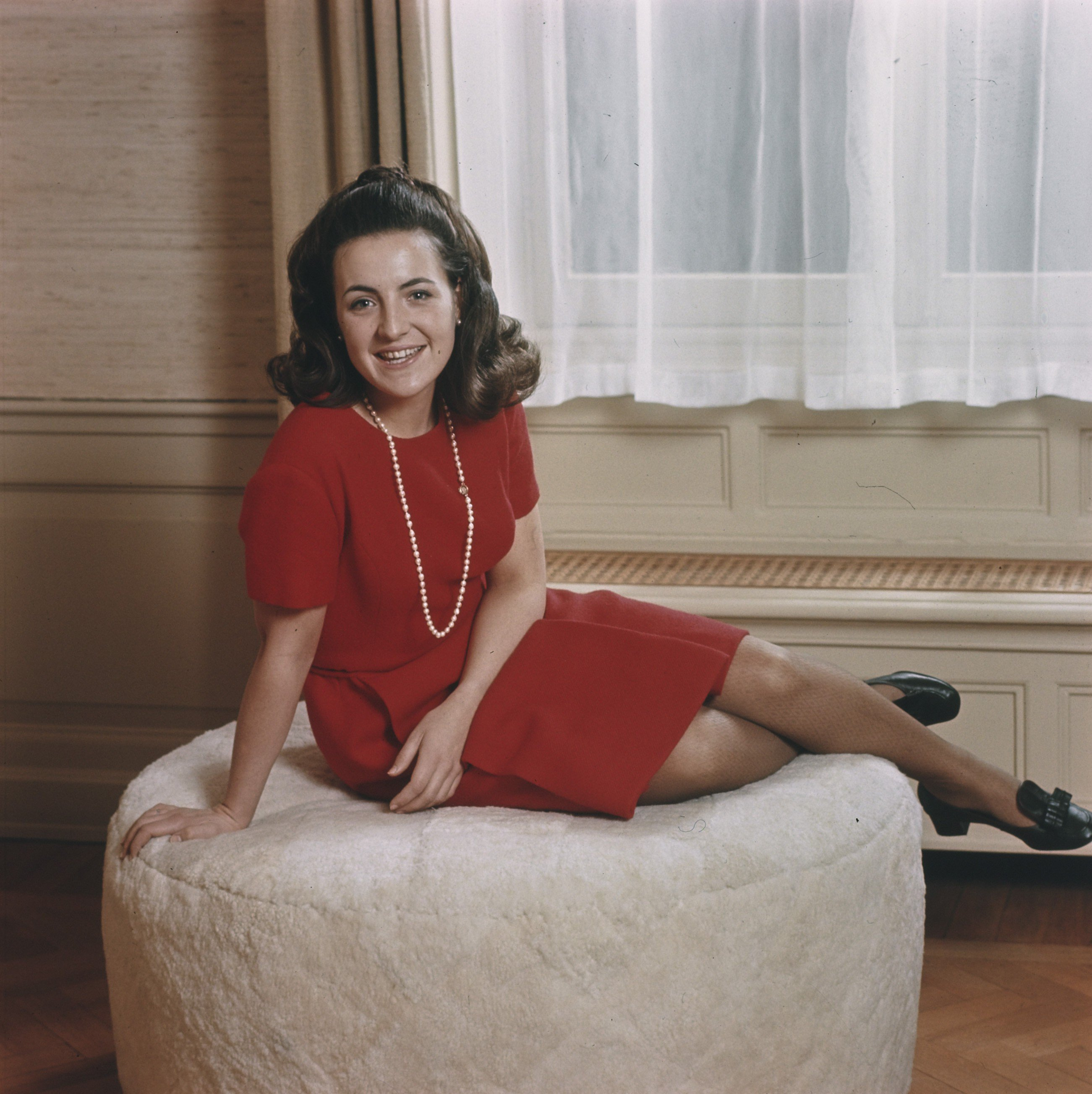
Její královská výsost princezna Margriet 26 let
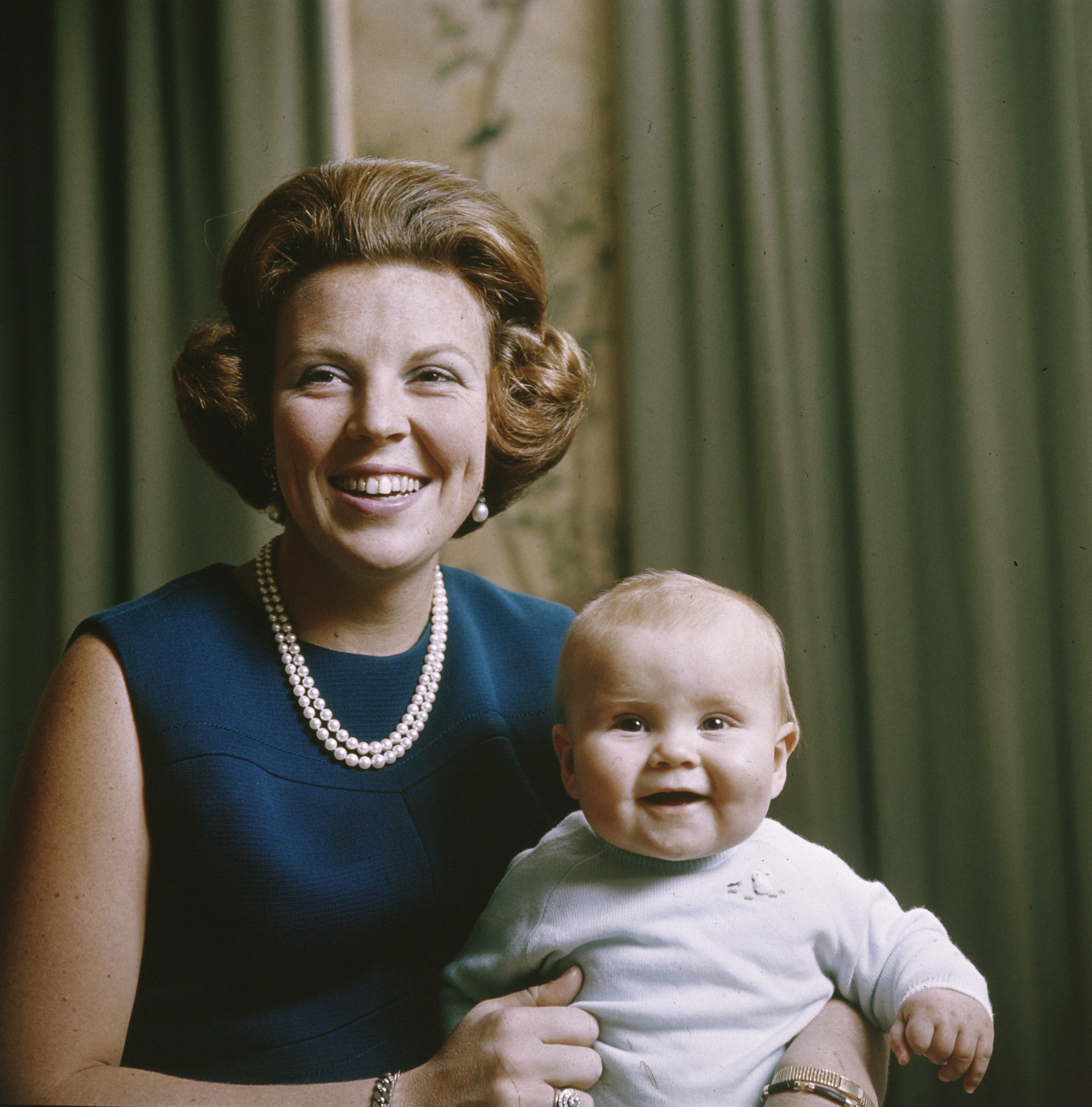
Princezna Beatrix (30 let) s princem Willem Alexanderem
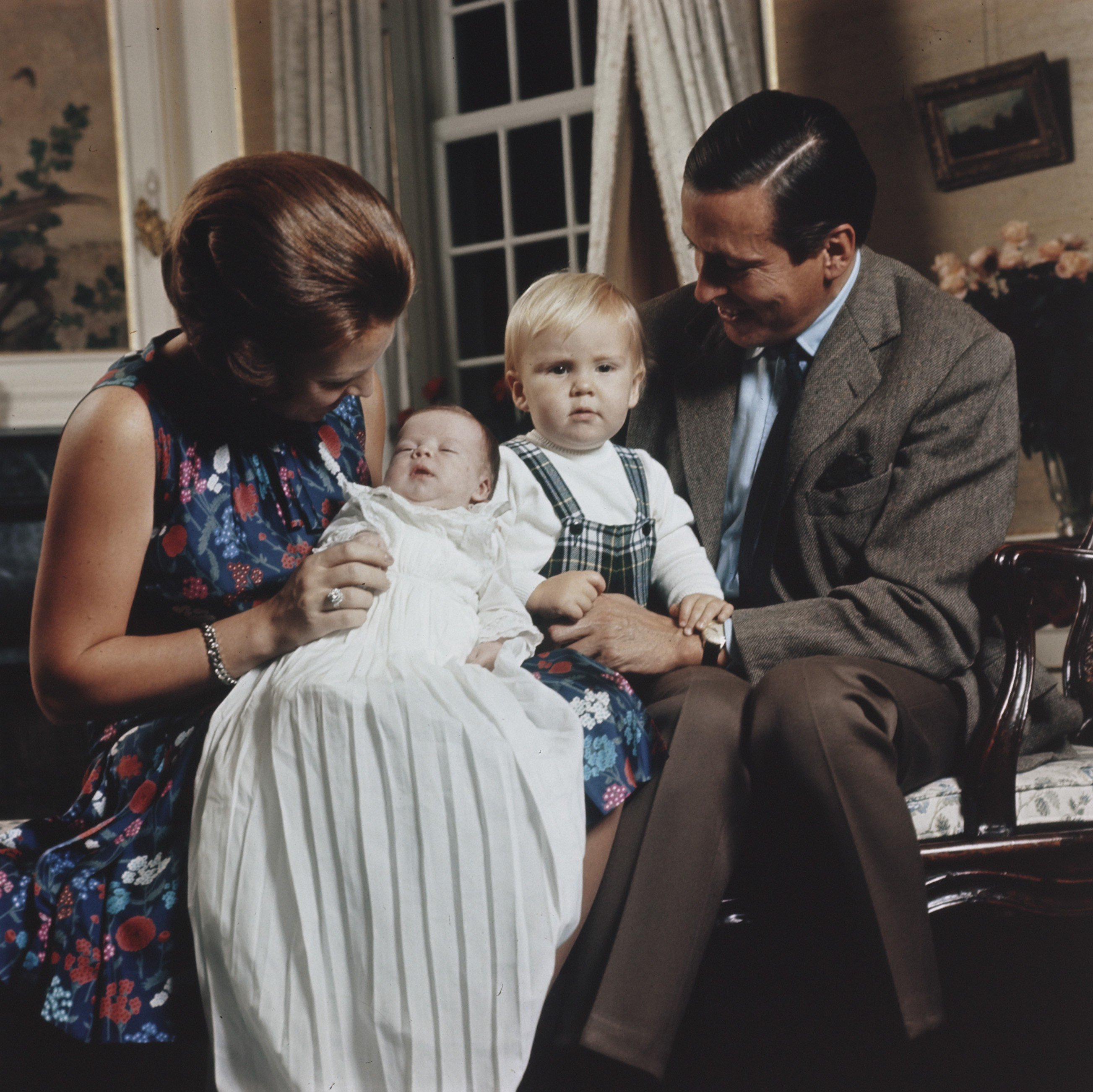
Princezna Beatrix, princ Johan Friso, princ Willem Alexander
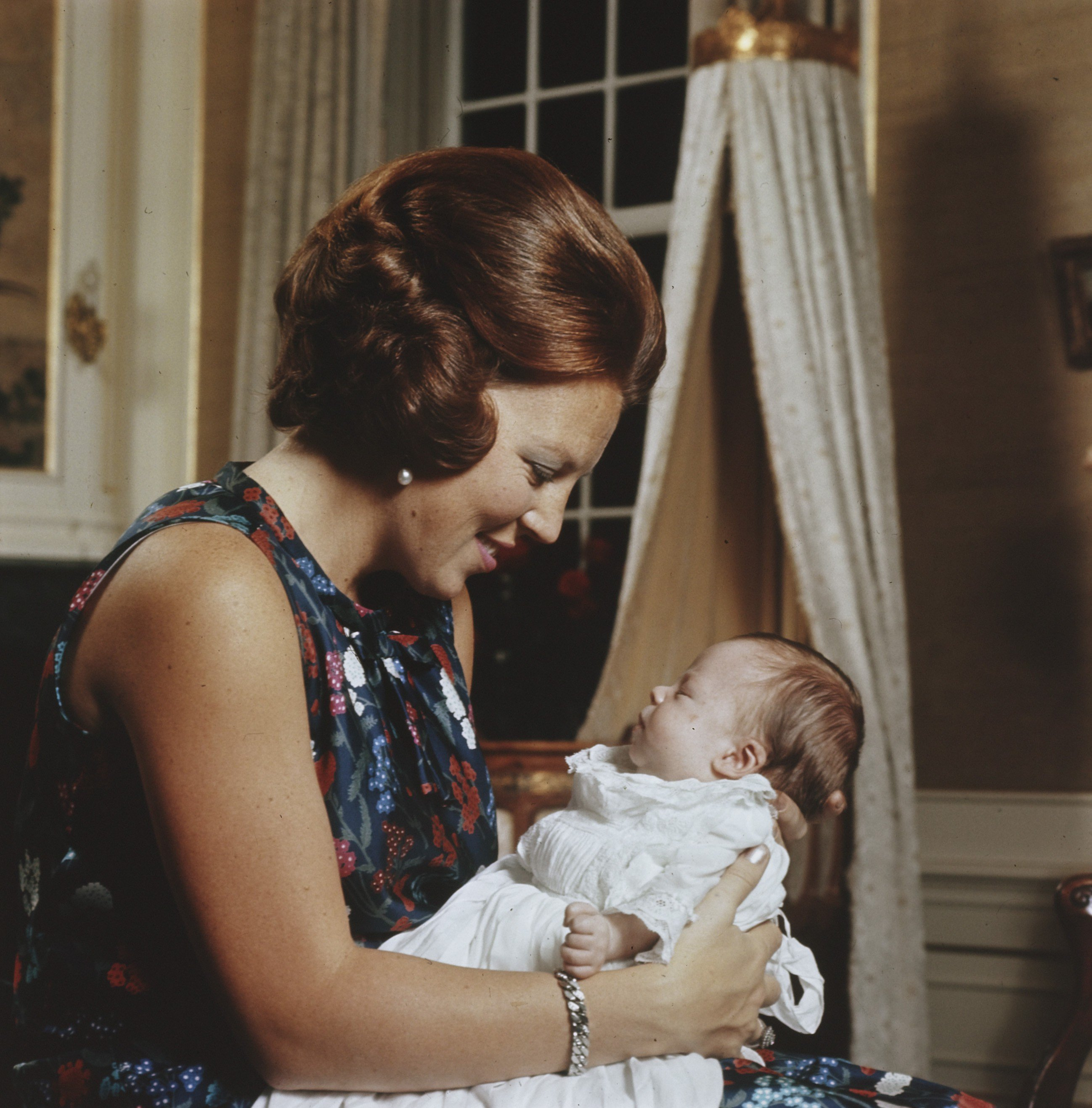
Princezna Beatrix, princ Willem Alexander